# フリー・メディア・アワード
フリー・メディア・アワード（英語: Free Media Awards、正式名称は英語: Gerd Bucerius Prize for Free Press in Eastern Europeあるいはドイツ語: Gerd Bucerius-Förderpreis Freie Presse Osteuropas）は、東ヨーロッパのジャーナリストや報道機関を対象とした賞である。2000年、ドイツのZEIT-Stiftung財団(en)と、ノルウェーのFritt Ord財団(en)によって設立された。

## 受賞者

### 2000年代
2000年
- ブレストスキー・クリエル（Брестский курьер(en)）：ベラルーシの新聞（2018年廃刊）
- ケーニヒスベルゲル・エクスプレス（Königsberger Express(ru)）：ロシアのドイツ語新聞。本社カリーニングラード（旧称ケーニヒスベルク）
- ヴェイダス（Veidas）：リトアニアの週刊誌
- ヴェロニカ・クツィッロ(ru)：ロシアのジャーナリスト

2001年
- ゼルカロ・トィズニャ（Дзеркало тижня(en)）：ウクライナの新聞
- アーシャ・トレチュク：ベラルーシのジャーナリスト
- ベロルスカヤ・デロヴァヤ・ガゼータ（Белорусская деловая газета(en)）：ベラルーシのロシア語新聞
- オブシチャヤ・ガゼータ（Общая газета(ru)）：ロシアの新聞

2002年
- ノーヴァヤ・ガゼータ（Новая газета）：ロシアの新聞
- ヴィソクィー・ザモク（Високий замок(en)）：ウクライナの新聞
- Сега(ru)：ブルガリアの新聞
- Cristian Tudor Popescu(en)：ルーマニアのジャーナリスト

2003年
- ズヴォボドヌィー・クルス（Свободный курс(ru)）：ロシアの新聞
- エクスプレス（Експрес(en)）：ウクライナの新聞
- ベラルースィ・イ・ルィナク（Беларусы і рынак(en)）：ベラルーシの新聞（新聞名は当時）
- ニコライ・マルテヴィチ：ベラルースィ・イ・ルィナクのジャーナリスト

2004年
- ネフスコエ・ブレミャ（Невское время(ru)）：ロシアの新聞
- ズヴェズダ（Звезда(ru)）：ロシアの新聞
- モロドイ・ブコヴィネツ（Молодой буковинец(ru)）：ウクライナの新聞
- インテックス・プレス（Intex-press(en)）：ベラルーシの新聞
- 24サーチ（24 საათი）：ジョージアの新聞
- ユリヤ・ラトィニナ(en)：ロシアのジャーナリスト・著作家
- スヴャトラーナ・カリンキナ(en)：ベラルーシのジャーナリスト

2005年
- ザ・ニュー・タイムズ（The New Times(ru)）：ロシアの雑誌
- チェチェンスコエ・オブシチェストヴォ（Чеченское общество）：ロシアの新聞
- ベラパン（БелаПАН(en)）：ベラルーシの通信社
- ヴィテプスキー・クリエル（Витебский Курьер(en)）：ベラルーシの新聞。本社ヴィーツェプスク
- Резонанси：ジョージアの新聞
- セミョーン・ノヴォプルドスキー：ロシアのジャーナリスト

2006年
- サリダルナスツィ（Салідарнасць(be)）：ベラルーシの新聞
- オブシチェストヴォ・ロシースコ - チェチェンスコイ・ドルジュブィ（Общество российско-чеченской дружбы(en)）：ロシアの通信社
- ソヴェトスカヤ・カルムィキヤ・セゴドニャ（Советская Калмыкия сегодня）：ロシアの新聞
- ヴィボルグスキエ・ヴェドモスチ（Выборгские Ведомости）：ロシアの新聞
- ファティマ・トリソワ(en)：ロシアのジャーナリスト
- ヴェロニカ・シャホワ：ロシアのジャーナリスト
- ウクラインシカ・プラウダ（Українська правда(en)）：ウクライナの新聞

2007年
- ナタリヤ・ノヴォジロワ：ロシアのジャーナリスト
- インフォーム・ポリス（Inform Polis）：ロシアの新聞
- カフカスキー・ウゼル（Кавказский узел(en)）：ロシアのニュースポータル。北コーカサス地方について報道する。
- TURAN：アゼルバイジャンの通信社
- ナーシャ・ニヴァ（Наша Ніва(en)）：ベラルーシの新聞
- CDMAG：ベラルーシのメディア事業

2008年
- ザ・ニュー・タイムズ（The New Times(ru)）：ロシアの雑誌
- モイ・ゴロド・ベズ・チェンズルィ（Мой город без цензуры）：ロシアの新聞
- ヴィクトリヤ・イヴレワ(ru)：ロシアのジャーナリスト・フォトジャーナリスト
- エレーナ・ラリオノワ：ロシアのジャーナリスト
- ハゼータ・スロニムスカヤ（Газета Слонімская(en)）：ベラルーシの新聞。本社スロニム
- エジェドネウニク（Ежедневник）：ベラルーシのポータルサイト
- Rauf Mirqədirov(en)：アゼルバイジャンのジャーナリスト

2009年
- ロマン・シレニノフ：ロシアの新聞ノーヴァヤ・ガゼータのジャーナリスト
- ゾヤ・スヴェトワ(en)ロシアのジャーナリスト・
- ノーヴィ・チャス（Новы Час）：ベラルーシの新聞
- Батумелеби：ジョージアの新聞
- Marianna Grigoryan：アルメニア人のフリーランスジャーナリスト
- Azadliq(en)：アゼルバイジャンの新聞
- Natik Javadli：アゼルバイジャンのジャーナリスト

### 2010年代
2010年
- ミハイル・ベケトフ(en)：ロシアの新聞ヒムキンスカヤ・プラウダ（Химкинская правда、本社ヒムキ）のジャーナリスト
- アルセニエフスキエ・ヴェスチ（Арсеньевские вести(ru)）：ロシアの新聞。本社ウラジオストク
- ボリソフスキエ・ノヴォスチ（Борисовские новости）：ベラルーシの新聞。本社バルィサウ
- リベラル：ジョージアの新聞
- Şahvələd Çobanoğlu：アゼルバイジャンのジャーナリスト
- ANTV(az)：アゼルバイジャンのネットワークテレビ
- Էդիկ Բաղդասարյան(en)：アルメニアのジャーナリスト

2011年
- チェルノヴィク（Черновик(en)）：ロシア連邦ダゲスタン共和国の新聞
- ナタリヤ・イヴァニシナ：ロシアのジャーナリスト
- マリナ・コクトィシュ：ベラルーシのジャーナリスト
- Zamin Hacı：アゼルバイジャンのジャーナリスト
- A1+（Ա1+(en)）：アルメニアのニュースポータルサイト

2012年
- オリガ・ロマノワ(en)：ロシアのジャーナリスト・モスクワのこだま（Эхо Москвы）のブロガー、ザ・ニュー・タイムズ（The New Times(ru)）のコラムニスト
- ドーシュ（Дош(ru)）：ロシア・コーカサス地方の雑誌
- ヴァレリー・カルバレヴィチ(ru)：ベラルーシのジャーナリスト・雑誌編集長
- ウクラインシクィー・ティジェニ（Український тиждень(en)）：ウクライナの週刊誌
- Xədicə İsmayıl(en)：アゼルバイジャンのジャーナリスト

2013年
- エレーナ・コスチュチェンコ(en)：ロシアのジャーナリスト。ノーヴァヤ・ガゼータの調査報道記者
- アレクサンドル・ゴリツ(ru)：ロシアのジャーナリスト。オンライン新聞エジェドネヴヌィー・ジュルナル（Ежедневный журнал(ru)）編集長
- ヤクーツク・ヴェチェルニー（Якутск вечерний(ru)）：ロシアの週刊誌
- セルヒー・レシチェンコ(en)：ウクライナのジャーナリスト
- Təhminə Tağızadə(ru)：アゼルバイジャンのジャーナリスト
- Mehman Hüseynov(en)：アゼルバイジャンのジャーナリスト

2014年
- マリヤ・エイスモント(ru)：ロシアのジャーナリスト
- ドーシチ（Дождь）：ロシアのテレビチャンネル
- テチャナ・チョルノヴォル(en)：ウクライナのジャーナリスト
- ユリヤ・モストワ(ru)：ウクライナのジャーナリスト
- ムスタファ・ナイエム(en)：ウクライナのジャーナリスト
- アリャクサンダル・クラスコウスキ(ru)：ベラルーシのジャーナリスト
- Objective TV：アゼルバイジャンのインターネットテレビ
- Epress.am：アルメニアのニュースポータルサイト

2015年
- Netgazeti：ジョージアのニュースポータルサイト
- シャルヒー・ハルマシュ(ru)：ウクライナのジャーナリスト。インターネットサイトオストロフ（ОстроВ(uk)）編集長
- スリドストウォ・インフォ（Слідство.Інфо(uk)）：ウクライナの通信社
- ワレンティナ・サマル(ru)：ウクライナのジャーナリスト
- プスコフスカヤ・グベールニヤ（Псковская губерния(ru)）：ロシアの新聞
- ガリーナ・ティムチェンコ(en)：ロシアのジャーナリスト。ラトビアのオンライン新聞メヅザ（Медуза(ru)）創設者

2016年
- ナーシ・フロシ（Наші гроші(uk)）：ウクライナのウェブサイト
- エレーナ・ミラシナ(ru)：ロシアのジャーナリスト
- Seymur Hazi：アゼルバイジャンの編集者・コメンテイター

2017年
- セルゲイ・ヨルキン(ru)：ロシアのカリカチュア作家
- アントン・ナウムリュク(uk)：ロシアのジャーナリスト
- Zaruhi Mejlumyan：アルメニアのジャーナリスト

2018年
- ベラルスキ・パルツィザン（Беларускі партызан(en)）：ベラルーシの新聞
- フォンタンカ・ル（Фонтанка.ру(ru)）：ロシアの新聞
- Chai Khana：ジョージアのマルチメディアフレームワーク(en)

2019年
- ザ・インサイダー（The Insider）：ロシアのインターネット新聞
- ノヴォエ・ブレミャ（Новое время(ru)）：ウクライナのロシア語雑誌
- Hafiz Babali：アゼルバイジャンのジャーナリスト
- （英語名）CivilNet（Սիվիլիթաս հիմնադրամ(en)）：アルメニアのマルチメディアフレームワーク
- セミ・ナ・セミ（7×7(en)）：ロシアのオンライン新聞

### 2020年代
2020年
- メディアゾナ（Медиазона(en)）：ロシアのオンライン新聞
- プロエクト（Проект(en)）：ロシアのオンライン新聞
- Əziz Kərimov(en)：アゼルバイジャンのジャーナリスト
- スタニスラウ・アセーウ(en)：ウクライナのジャーナリスト
- スヘムィ（Схеми）：ウクライナのブロードキャスト

2021年
- カチャルィナ・バルィセヴィチ(en)：ベラルーシのジャーナリスト。TUT.BY所属
- カチャルィナ・アンドレエワ(en)：ベラルーシのジャーナリスト。ベルサト（БелСат）(ru)所属
- ダリヤ・チュリツォワ(en)：ベラルーシのジャーナリスト。ベルサト所属
- ナタリヤ・ルブネウスカヤ：ベラルーシのジャーナリスト。ナーシャ・ニヴァ（Наша Ніва(en)）所属
- TUT.BY(en)：ベラルーシのポータルサイト
- （直訳）ベラルーシ・ジャーナリスト協会（Беларуская асацыяцыя журналістаў(en)）：ベラルーシの組織

2022年
- ザボロナ：ウクライナのインターネット新聞
- ウラディスラウ・エスィペンコ(ru)：ウクライナのジャーナリスト
- ムストィスラウ・チェルノフ(uk)：ウクライナのフォトグラファー
- エウヘン・マロレトカ(ru)：ウクライナのフォトグラファー
- ナタリヤ・フメニュク(ru)：ウクライナのジャーナリスト
- アンドリー・ドゥブチャク(uk)：ウクライナのジャーナリスト

2023年
- セウヒリ・ムサエワ(uk)[注 1]：ウクライナのジャーナリスト
- ユーリー・ニコロウ：ウクライナのジャーナリスト
- OCメディア（OC Media）：ジョージア（グルジア）のインターネットメディア
- リフォーム・バイ（Reform.by(be)）：ベラルーシのインターネットメディア
- ヴァジヌィエ・イストリイ（Важные истории）[注 2]：ロシアのオンライン新聞

## 他組織による評価

2021年・世界報道自由度ランキング
自由度高←→自由度低
データなし

一方、国境なき記者団による、各国の報道の自由を計る指標（世界報道自由度ランキング）では、賞の対象となっている国の報道の自由度は、2021年時点では全体的に高くない。2021年度の発表では、180国中、ジョージア：60位、アルメニア：63位、ウクライナ：97位、ブルガリア：112位、ロシア：150位、ベラルーシ：158位、アゼルバイジャン：167位となっている。

### メディアに対する規制の例
2020年から2021年にかけて起きた、ベラルーシ反政府デモに関連する報道を行ったカチャルィナ・アンドレエワ、ダリヤ・チュリツォワの2人（どちらも2021年フリー・メディア・アワード受賞）は、2020年11月15日に逮捕され、2021年2月には2年間の懲役の判決を受けた。
2022年、ロシアのウクライナ侵攻が始まると、同年3月1日にロシア連邦検事局は、ドーシチ（2014年フリー・メディア・アワード受賞）とモスクワのこだまに対し、報道の制限を要求した。また、同日、ロシア通信情報技術監督庁は、両メディアのサイトをブロックした。検事局は、両メディアの報道は、ロシア国民に対して過激主義・暴力を呼び掛ける情報であり、社会秩序と安全を紊乱する内容が含まれること、また、現行の法律に反するデモ活動を呼び掛けていることを、報道規制の理由であると発表した。これに対し、2022年3月3日、ドシチは一時的な報道中止を決定した。また、ドシチは、最後のニュースで、大勢のスタッフがカメラの前から立ち去るパフォーマンスと、ソ連8月クーデターの際に、ニュース報道の代わりに3日間流され続けていた白鳥の湖の映像を流し、抗議の意を示した。